# La Serreta (Artés)
La Serreta és una muntanya de 355 metres que es troba al municipi d'Artés, a la comarca catalana del Bages.